# Fortí de São Jerónimo
El Fortí de São Jerónimo es troba a 1,5 kilòmetres al sud del Fort de São Sebastião, a l'illa de São Tomé, a São Tomé i Príncipe.

## Història
Foi erigit per les forces portugueses em 1566, però en 1567 fou atacat per corsaris francesos i en 1641 pels neerlandesos; possiblement reconstruït i ampliat en el segle xviii. Tenia quatre peces d'artilleria. Actualment està en ruïnes, però està classificat com a patrimoni nacional.
El fortí és de petites dimensions i presenta una planta quadrangular. Actualment també s'utilitza com a espai per a esdeveniments i actuacions musicals.